# 信息
，為一科学术语，其定义不统一，是由它的极端复杂性决定的，獲取信息的主要方法為六何法。信息的表现形式多不胜数：声音、图片、温度、体积、颜色......信息的类別也不计其数：电子信息、财经信息、天气信息、生物信息......。

采用二进制表示的“Wikipedia”的ASCII代码。这是计算机信息编码时最为常用的数制

“Wikipedia”二进制ASCII代码的动画演示。

在熱力學中，信息是指任何會影響系統的熱力學狀態的事件。
信息可以減少不確定性。事件的不確定性是以其發生機率來量測，發生機率越高，不確定性越低，事件的不確定性越高，越需要額外的信息減少其不確定性。位元是典型的信息單位，但也可以使用像納特之類的單位，例如投擲一個公正的硬幣，其信息為log2(2/1) = 1 bit，投擲两個公正的硬幣，其信息為log2(4/1) = 2 bits。

## 词源
在古希腊文中信息单词为或，后者是著名哲学家柏拉图的经常用词（以及后来的亚里士多德），以表示理想的身份或事物的本质。在英文单词中则源于拉丁文宾格形式（informationem）的主格（informatio）：这个名词是由动词反过来又衍生出（告知）在，：“这么聪明的男人应该去通知他们的国王。”

## 狭义定义
美国数学家，信息论的奠基人克劳德·艾尔伍德·香农（Claude Elwood Shannon）在他的著名论文《通信的数学理论》（1948）中提出計算信息量的公式，（一個信息由{\displaystyle n}個符號所構成，符號{\displaystyle k}出現的機率為{\displaystyle p_{k}}），則有：
{\displaystyle H=-\sum _{k=1}^{n}p_{k}\log _{2}p_{k}}
這個公式和熱力學的熵的本質一樣，故也稱為熵。從公式可知，當各个符号出现的機率相等，即「不確定性」最高时，信息熵最大。故信息熵可以視為「不確定性」或「選擇的自由度」的度量。
美国数学家、控制论的奠基人诺伯特·维纳在他的《控制论——动物和机器中的通讯与控制问题》中认为，信息是“我们在适应外部世界，控制外部世界的过程中同外部世界交换的内容的名称”。英国学者阿希贝（William Ross Ashby）认为，信息的本性在于事物本身具有变异度。意大利学者朗高在《信息论：新的趋势与未决问题》中认为，信息是反映事物的形成、关系和差别的东西，它包含于事物的差异之中，而不在事物本身。
另有以下两种定义：
- 凡是在一种情况下能减少不确定性的任何事物都叫信息。[6]
- 信息是物质存在的一种方式、形态或运动形态，也是事物的一种普遍属性，一般指数据、消息中所包含的意义，可以使消息中所描述事件中的不定性减少。[7]

传播学观点：
- 信息是传播的材料。
- 凡是能减少情况不确定性的东西都叫信息。
- 信息是减少熵的工具。
- 人们在大多数传播活动中寻求的信息就是传播活动的内容，其功能是有助于他们构造或组织环境，即与传播活动有关的环境。
- 信息使决策容易进行。

## 哲学定义
信息是反映（映射）事件的内容。事件包括判断事件、动作事件等对所有运动的描述。对信息的定义了解将从根本上揭示智能形成的原因。
经典的哲学定义有北京邮电大学钟义信教授：“信息是事物运动的状态及其改变方式”。

### 经典的属加种差定义
属加种差定义是一种严格的定义方式，A是滿足C特質的B。这里A是被定义项（被定义的），B是A的属，即，这个概念是更一般于A的提前被定义的了，或已经知道的，和C并不代表这一概念，但对所有的陈述来说，A是如何不同于B的所有其他种（即所有别的概念的一般性更小于B）。
例如在“人是两条腿的无羽毛动物”中：
- A=“人”
- B=“两条腿动物”
- C=“无羽毛”

这是亚里士多德在他的演讲中对学生讲的如何进行概念定义的著名例子。它已经是如此的著名，以至于第二天这位学生将一只剔了羽毛的鸡带到了演讲会上。
在此基础上，在《知识与信息流》一书中对信息定义到：粗略地说，信息是能够产生知识的商品，訊息或訊號所携带的正是我们需要知道的。

## 呈現及複雜性
認知科學家及應用數學家認為信息是一個泛及至少和兩個相關實體的概念，目的是在提供量化的意義。假設有任意定義尺寸的物體集合S，以及其子集合R，在本質上，R是一種S的呈現方式，或者說R傳遞了有關S概念性的信息。Vigo定義R傳遞有關S的信息量為當將R中的物件從S移除時，S複雜度變化的速度。依照Vigo定義的信息，模式、不變性、複雜度、呈現方式以及信息可以整合在同一個數學架構下。此架構試圖要克服在表徵及量測主觀的信息時，香農-維納信息定義下的限制。

## 感官输入
信息常被視為是一種對生物或系統的輸入。輸入可以分為兩種：有些輸入是對生物的某個機能很重要（例如食物），或是對系統本身很重要（例如能量）。Dusenbery在《感官生态》（Sensory Ecology）書中稱這些輸入為必然輸入（causal input）。其他的輸入（信息）重要的原因是因為和必然輸入有關，而且可以預測稍晚時間（也許不同地點）必然輸入是否會出現。有些信息重要的原因可能只是和另一信息有關，但最後終究可以連結到必然輸入。在實務上，信息可能只有微弱的刺激，必需用特定的感測系統來偵測，且經過能量的放大，才能对生物或是系統有用。例如光對植物是必然輸入，但對動物而言卻提供了一些信息，花朵反射的有色光非常弱，不足以進行光合作用，但蜜蜂的視覺系統可以偵測到，其神經系統用這種信息來導引蜜蜂找到花，採集花蜜或花粉，這些是營養系統的必然輸入。

## 造成改變的影響
信息是任意形式，會影響其他模式形成或改變的模式。以這個意義來說，不需要一個有意識的心靈來認知模式。以DNA為例，這個由核酸形成的序列，是一個會影響生物形成或改變的模式，即使生物體沒有有意識的心靈也是如此。
系統理論有時會提到此種定義（定義中不需要有意識心靈）的信息，並且將系統中（因著反饋）而循環的模式稱為信息。可能說此定義下的信息是某種潛在可能被感知的事物，雖然不一定是為了此目的創造或是呈現。格雷戈里·贝特森對信息的定義是「帶來改變的改變」。

## 物理的概念
在物理學中信息有明確的定義。在2003年雅各布·貝肯斯坦認為物理學中的一個在成長的趨勢是將物理世界定義為由信息本身組成（也以此來定義信息）（參考數碼物理學）。這個例子包括量子纠缠的現象，兩個粒子會互相影響，影響的速度甚至高於光速。信息即使是以非直接的方式傳播，信息的傳播也不會比光速快。因此可能在物理上觀測某一個和其他粒子纠缠的粒子，觀測本身就會影響另一個粒子，其至二個粒子除了承載的資訊外，兩者沒有任何其他的連結。
另外一個範例是稱為麦克斯韦妖的思想實驗。在此實驗中呈現了資訊和另一個物理性質熵的關係，其結論是無法在熵不增加（一般是會產生熱）的情形來破壞資訊，另一個更哲學性的結論是資訊可以和能量互相轉換。因此在邏輯閘的研究中，AND閘發熱量的理論下限比NOT閘的發熱量要低（因為資訊在AND閘中會被破壞，而在NOT閘中只會被轉換）。在量子電腦的理論中物理信息的概念格外的重要。細胞自動機等概念也有關。例如，康拉德·楚澤表明, 資訊處理可以解釋物理現象。

## 科技媒介的信息
估計世界可儲存信息的量從1986年的2.6EB（經最佳化壓縮）－其信息量小於每個人有一片730-MBCD-ROM的信息量，成長為2007年的295 EB－信息量約等於每個人有61片CD-ROM。
2007年時，世界上藉由單向廣播可接受信息的技術能力，相當於每人每天174份報紙。而藉由雙向電信可交換信息的技術能力，相當於每人每天6份報紙。

## 分类
信息依据载体的不同被分为4大类：文字、图形（图像）、声音、视频。

## 外部連結
- Semantic Conceptions of Information（页面存档备份，存于） Review by Luciano Floridi for the Stanford Encyclopedia of Philosophy
- Principia Cybernetica entry on negentropy（页面存档备份，存于）
- Fisher Information, a New Paradigm for Science: Introduction, Uncertainty principles, Wave equations, Ideas of Escher, Kant, Plato and Wheeler.（页面存档备份，存于） This essay is continually revised in the light of ongoing research.
- Informationstheorie - ein Beispiel für das Zusammenwachsen der Menschheit （页面存档备份，存于） Artikel von Rudi Zimmerman über die Grundprinzipien der Informations- und Informationstheorie
- Informationstheorie （页面存档备份，存于） Einleitung vom Wirtschaftslexikon
- How Much Information? 2003（页面存档备份，存于） an attempt to estimate how much new information is created each year (study was produced by faculty and students at the School of Information Management and Systems at the University of California at Berkeley）
- La théorie de l'information de Shannon et Weaver （页面存档备份，存于） Un court essai sur l'histoire et les fondements de la théorie de l'information
- La transmission d'information: difficultés et solutions face à la perte de données lors de la transmission （页面存档备份，存于） Un modèle sur la transmission de l'information de Ines Poppenhäger et Natalie Hauenstein
- 資訊價值 （页面存档备份，存于）
- Informationsordbogen.dk（页面存档备份，存于） The Danish Dictionary of Information Terms / Informationsordbogen
- 中国互联网络信息中心（页面存档备份，存于）
- 《knowledge and information flow》Fred Dretske （页面存档备份，存于）